# Little Talks
Little Talks is de debuutsingle van de IJslandse indiefolk-indiepopband Of Monsters and Men. Het nummer verscheen in 2011 op hun debuutalbum My Head Is an Animal. Daarnaast verscheen Little Talks op hun eerste ep met de titel Into the Woods. Op 9 januari 2012 werd het nummer zowel als digitale download als op cd-single uitgebracht.

## Achtergrond
De single kende zijn wereldwijde succes nadat een lokaal radiostation uit het Amerikaanse Philadelphia deze draaide en vervolgens populair werd in de Verenigde Staten en daar de 20e positie behaalde in de Billboard Hot 100. In Canada werd de 55e positie bereikt, Mexico Ingles Airplay Billboard de nummer 1-positie, Japan de 72e, Australië de 7e, Nieuw-Zeeland de 4e, thuisland IJsland de nummer 1-positie, Duitsland de 5e, Oostenrijk de 9e, Zwitserland de 24e, Zweden de 21e, Ierland de nummer 1-positie en in het Verenigd Koninkrijk de 12e positie in de UK Singles Chart.   
In Nederland was de single in week 13 van 2012 de 956e  Megahit op NPO 3FM en werd een radiohit. De single bereikte de 13e positie in de publieke hitlijst; de Mega Top 50 op NPO 3FM, de 16e positie in de Nederlandse Top 40 op destijds Radio 538 en de 18e positie in de Single Top 100.
In België bereikte de single de 3e positie in de Vlaamse Ultratop 50, de 2e positie in de Vlaamse Radio 2 Top 30 en de 45e positie in de Waalse Ultratop 50.
Sinds de editie vam december 2012 staat de single onafgebroken (behalve in 2020)  genoteerd in de jaarlijkse NPO Radio 2 Top 2000 van de Nederlandse publieke radiozender NPO Radio 2, met als hoogste notering een 719e positie in 2013.

## Hitnoteringen

### Nederlandse Top 40
| Hitnotering: 06-04-2012 t/m 10-08-2012 | Hitnotering: 06-04-2012 t/m 10-08-2012 | Hitnotering: 06-04-2012 t/m 10-08-2012 | Hitnotering: 06-04-2012 t/m 10-08-2012 | Hitnotering: 06-04-2012 t/m 10-08-2012 | Hitnotering: 06-04-2012 t/m 10-08-2012 | Hitnotering: 06-04-2012 t/m 10-08-2012 | Hitnotering: 06-04-2012 t/m 10-08-2012 | Hitnotering: 06-04-2012 t/m 10-08-2012 | Hitnotering: 06-04-2012 t/m 10-08-2012 | Hitnotering: 06-04-2012 t/m 10-08-2012 | Hitnotering: 06-04-2012 t/m 10-08-2012 | Hitnotering: 06-04-2012 t/m 10-08-2012 | Hitnotering: 06-04-2012 t/m 10-08-2012 | Hitnotering: 06-04-2012 t/m 10-08-2012 | Hitnotering: 06-04-2012 t/m 10-08-2012 | Hitnotering: 06-04-2012 t/m 10-08-2012 | Hitnotering: 06-04-2012 t/m 10-08-2012 | Hitnotering: 06-04-2012 t/m 10-08-2012 | Hitnotering: 06-04-2012 t/m 10-08-2012 | Hitnotering: 06-04-2012 t/m 10-08-2012 |
| Week:                                  | 1                                      | 2                                      | 3                                      | 4                                      | 5                                      | 6                                      | 7                                      | 8                                      | 9                                      | 10                                     | 11                                     | 12                                     | 13                                     | 14                                     | 15                                     | 16                                     | 17                                     | 18                                     | 19                                     |                                        |
| -------------------------------------- | -------------------------------------- | -------------------------------------- | -------------------------------------- | -------------------------------------- | -------------------------------------- | -------------------------------------- | -------------------------------------- | -------------------------------------- | -------------------------------------- | -------------------------------------- | -------------------------------------- | -------------------------------------- | -------------------------------------- | -------------------------------------- | -------------------------------------- | -------------------------------------- | -------------------------------------- | -------------------------------------- | -------------------------------------- | -------------------------------------- |
| Positie:                               | 33                                     | 32                                     | 32                                     | 31                                     | 24                                     | 25                                     | 24                                     | 21                                     | 20                                     | 18                                     | 22                                     | 21                                     | 16                                     | 20                                     | 25                                     | 25                                     | 25                                     | 33                                     | 38                                     | uit                                    |

### Mega Top 50
956e Megahit NPO 3FM week 13 2012.
Hitnotering: 31-03-2012 (#25) t/m 11-98-2012. Hoogste notering: #13 (1 week).

### Single Top 100
| Hitnotering: 31-03-2012 t/m 10-11-2012 | Hitnotering: 31-03-2012 t/m 10-11-2012 | Hitnotering: 31-03-2012 t/m 10-11-2012 | Hitnotering: 31-03-2012 t/m 10-11-2012 | Hitnotering: 31-03-2012 t/m 10-11-2012 | Hitnotering: 31-03-2012 t/m 10-11-2012 | Hitnotering: 31-03-2012 t/m 10-11-2012 | Hitnotering: 31-03-2012 t/m 10-11-2012 | Hitnotering: 31-03-2012 t/m 10-11-2012 | Hitnotering: 31-03-2012 t/m 10-11-2012 | Hitnotering: 31-03-2012 t/m 10-11-2012 | Hitnotering: 31-03-2012 t/m 10-11-2012 | Hitnotering: 31-03-2012 t/m 10-11-2012 | Hitnotering: 31-03-2012 t/m 10-11-2012 | Hitnotering: 31-03-2012 t/m 10-11-2012 | Hitnotering: 31-03-2012 t/m 10-11-2012 | Hitnotering: 31-03-2012 t/m 10-11-2012 | Hitnotering: 31-03-2012 t/m 10-11-2012 |
| Week:                                  | 1                                      | 2                                      | 3                                      | 4                                      | 5                                      | 6                                      | 7                                      | 8                                      | 9                                      | 10                                     | 11                                     | 12                                     | 13                                     | 14                                     | 15                                     | 16                                     | 17                                     |
| -------------------------------------- | -------------------------------------- | -------------------------------------- | -------------------------------------- | -------------------------------------- | -------------------------------------- | -------------------------------------- | -------------------------------------- | -------------------------------------- | -------------------------------------- | -------------------------------------- | -------------------------------------- | -------------------------------------- | -------------------------------------- | -------------------------------------- | -------------------------------------- | -------------------------------------- | -------------------------------------- |
| Positie:                               | 34                                     | 30                                     | 38                                     | 37                                     | 25                                     | 29                                     | 23                                     | 27                                     | 42                                     | 42                                     | 36                                     | 26                                     | 18                                     | 21                                     | 28                                     | 29                                     | 28                                     |
| Week:                                  | 18                                     | 19                                     | 20                                     | 21                                     | 22                                     | 23                                     | 24                                     | 25                                     | 26                                     | 27                                     | 28                                     | 29                                     | 30                                     | 31                                     | 32                                     | 33                                     |                                        |
| Positie:                               | 36                                     | 42                                     | 42                                     | 44                                     | 26                                     | 28                                     | 46                                     | 52                                     | 58                                     | 66                                     | 62                                     | 56                                     | 66                                     | 68                                     | 74                                     | 81                                     | uit                                    |

### Vlaamse Ultratop 50
| Hitnotering: (Week 1 t/m 22) 28-04-2012 t/m 22-09-2012 Hitnotering: (Week 23) 22-12-2012 Hitnotering: (Week 24) 05-01-2013 | Hitnotering: (Week 1 t/m 22) 28-04-2012 t/m 22-09-2012 Hitnotering: (Week 23) 22-12-2012 Hitnotering: (Week 24) 05-01-2013 | Hitnotering: (Week 1 t/m 22) 28-04-2012 t/m 22-09-2012 Hitnotering: (Week 23) 22-12-2012 Hitnotering: (Week 24) 05-01-2013 | Hitnotering: (Week 1 t/m 22) 28-04-2012 t/m 22-09-2012 Hitnotering: (Week 23) 22-12-2012 Hitnotering: (Week 24) 05-01-2013 | Hitnotering: (Week 1 t/m 22) 28-04-2012 t/m 22-09-2012 Hitnotering: (Week 23) 22-12-2012 Hitnotering: (Week 24) 05-01-2013 | Hitnotering: (Week 1 t/m 22) 28-04-2012 t/m 22-09-2012 Hitnotering: (Week 23) 22-12-2012 Hitnotering: (Week 24) 05-01-2013 | Hitnotering: (Week 1 t/m 22) 28-04-2012 t/m 22-09-2012 Hitnotering: (Week 23) 22-12-2012 Hitnotering: (Week 24) 05-01-2013 | Hitnotering: (Week 1 t/m 22) 28-04-2012 t/m 22-09-2012 Hitnotering: (Week 23) 22-12-2012 Hitnotering: (Week 24) 05-01-2013 | Hitnotering: (Week 1 t/m 22) 28-04-2012 t/m 22-09-2012 Hitnotering: (Week 23) 22-12-2012 Hitnotering: (Week 24) 05-01-2013 | Hitnotering: (Week 1 t/m 22) 28-04-2012 t/m 22-09-2012 Hitnotering: (Week 23) 22-12-2012 Hitnotering: (Week 24) 05-01-2013 | Hitnotering: (Week 1 t/m 22) 28-04-2012 t/m 22-09-2012 Hitnotering: (Week 23) 22-12-2012 Hitnotering: (Week 24) 05-01-2013 | Hitnotering: (Week 1 t/m 22) 28-04-2012 t/m 22-09-2012 Hitnotering: (Week 23) 22-12-2012 Hitnotering: (Week 24) 05-01-2013 | Hitnotering: (Week 1 t/m 22) 28-04-2012 t/m 22-09-2012 Hitnotering: (Week 23) 22-12-2012 Hitnotering: (Week 24) 05-01-2013 | Hitnotering: (Week 1 t/m 22) 28-04-2012 t/m 22-09-2012 Hitnotering: (Week 23) 22-12-2012 Hitnotering: (Week 24) 05-01-2013 | Hitnotering: (Week 1 t/m 22) 28-04-2012 t/m 22-09-2012 Hitnotering: (Week 23) 22-12-2012 Hitnotering: (Week 24) 05-01-2013 |
| Week: | 1 | 2 | 3 | 4 | 5 | 6 | 7 | 8 | 9 | 10 | 11 | 12 | 13 | 14 |
| --- | --- | --- | --- | --- | --- | --- | --- | --- | --- | --- | --- | --- | --- | --- |
| Positie: | 30 | 5 | 5 | 3 | 3 | 4 | 4 | 4 | 4 | 6 | 7 | 5 | 5 | 8 |
| Week: | 15 | 16 | 17 | 18 | 19 | 20 | 21 | 22 | | 23 | | 24 | | |
| Positie: | 10 | 14 | 15 | 18 | 17 | 25 | 26 | 42 | uit | 50 | uit | 43 | uit | |

### Vlaamse Radio 2 Top 30
| Hitnotering: 19-05-2012 t/m 06-10-2012 | Hitnotering: 19-05-2012 t/m 06-10-2012 | Hitnotering: 19-05-2012 t/m 06-10-2012 | Hitnotering: 19-05-2012 t/m 06-10-2012 | Hitnotering: 19-05-2012 t/m 06-10-2012 | Hitnotering: 19-05-2012 t/m 06-10-2012 | Hitnotering: 19-05-2012 t/m 06-10-2012 | Hitnotering: 19-05-2012 t/m 06-10-2012 | Hitnotering: 19-05-2012 t/m 06-10-2012 | Hitnotering: 19-05-2012 t/m 06-10-2012 | Hitnotering: 19-05-2012 t/m 06-10-2012 | Hitnotering: 19-05-2012 t/m 06-10-2012 | Hitnotering: 19-05-2012 t/m 06-10-2012 | Hitnotering: 19-05-2012 t/m 06-10-2012 | Hitnotering: 19-05-2012 t/m 06-10-2012 | Hitnotering: 19-05-2012 t/m 06-10-2012 | Hitnotering: 19-05-2012 t/m 06-10-2012 | Hitnotering: 19-05-2012 t/m 06-10-2012 | Hitnotering: 19-05-2012 t/m 06-10-2012 | Hitnotering: 19-05-2012 t/m 06-10-2012 | Hitnotering: 19-05-2012 t/m 06-10-2012 | Hitnotering: 19-05-2012 t/m 06-10-2012 | Hitnotering: 19-05-2012 t/m 06-10-2012 |
| Week:                                  | 1                                      | 2                                      | 3                                      | 4                                      | 5                                      | 6                                      | 7                                      | 8                                      | 9                                      | 10                                     | 11                                     | 12                                     | 13                                     | 14                                     | 15                                     | 16                                     | 17                                     | 18                                     | 19                                     | 20                                     | 21                                     |                                        |
| -------------------------------------- | -------------------------------------- | -------------------------------------- | -------------------------------------- | -------------------------------------- | -------------------------------------- | -------------------------------------- | -------------------------------------- | -------------------------------------- | -------------------------------------- | -------------------------------------- | -------------------------------------- | -------------------------------------- | -------------------------------------- | -------------------------------------- | -------------------------------------- | -------------------------------------- | -------------------------------------- | -------------------------------------- | -------------------------------------- | -------------------------------------- | -------------------------------------- | -------------------------------------- |
| Positie:                               | 23                                     | 15                                     | 6                                      | 3                                      | 3                                      | 3                                      | 2                                      | 2                                      | 2                                      | 2                                      | 2                                      | 3                                      | 5                                      | 8                                      | 12                                     | 12                                     | 13                                     | 18                                     | 22                                     | 27                                     | 30                                     | uit                                    |

### NPO Radio 2 Top 2000
| Nummer met noteringen in de NPO Radio 2 Top 2000 | '12  | '13 | '14 | '15  | '16  | '17  | '18  | '19  | '20 | '21  | '22  | '23  | '24  |
| ------------------------------------------------ | ---- | --- | --- | ---- | ---- | ---- | ---- | ---- | --- | ---- | ---- | ---- | ---- |
| Little Talks                                     | 1418 | 719 | 996 | 1032 | 1567 | 1527 | 1790 | 1903 | -   | 1793 | 1679 | 1741 | 1484 |

1. ↑  Een '-' betekent dat het nummer niet was genoteerd en een vetgedrukt getal geeft de hoogste notering aan.
2. ↑  2012 was het eerste jaar met een notering voor dit nummer.

- MusicBrainz release group: 90172f8f-65a2-4cbd-8439-c4955ac14fa3
- MusicBrainz work: ff63fbfd-de7f-4f54-8e03-ad6bbd480009